# Angelika Stephan
Angelika Stephan (* 28. November 1952 in Trebur als Angelika Engel) ist eine ehemalige deutsche Langstreckenläuferin.

## Leben
1979 und 1980 gewann sie als Lokalmatadorin die ersten beiden Ausgaben des Kasseler Citylaufs. 1980 wurde sie Deutsche Vizemeisterin im Crosslauf, kam bei den Deutschen Marathon-Meisterschaften in 2:49:22 h auf den vierten Platz und siegte beim Marathon von Neuf-Brisach in 2:47:11 h.
Im Jahr darauf gewann sie den Berlin-Marathon, der in diesem Jahr erstmals als Stadtlauf ausgetragen wurde, in 2:47:24 h. 
Bei den Crosslauf-Weltmeisterschaften 1980 in Paris belegte sie den 63. Platz.
Angelika Stephan startete für die LG Kassel-Baunatal, den LAC Quelle Fürth und den PSV Grün-Weiß Kassel. Sie ist seit 1972 mit dem damaligen Mittelstreckenläufer und heutigem Trainer Jürgen Stephan verheiratet. Zum Jahreswechsel 2016/2017 wechselte sie ihr Startrecht vom Asics Team Memmert zum ART Düsseldorf.

## Persönliche Bestzeiten
- 3000 m: 9:30,9 min, 12. Juli 1980, Ludwigshafen am Rhein
- 5000 m: 16:48,7 min, 5. Juni 1980, Darmstadt
- 10.000 m: 36:22,22 min, 28. April 1984, Bonn
- Marathon: 2:47:11 h, 26. Oktober 1980, Neuf-Brisach